# Liste der Einträge im National Register of Historic Places im Oconto County

Lage des Oconto County in Wisconsin

Die Liste der Einträge im National Register of Historic Places im Oconto County in Wisconsin führt alle Bauwerke und historischen Stätten im Oconto County auf, die in das National Register of Historic Places aufgenommen wurden.

## Legende
| NRHP | Historic Place                      |
| HD   | Historic District                   |
| NHLD | National Historic Landmark District |

## Aktuelle Einträge
| [ 2 ] | Name                                                 | Bild                                                 | Eintragsdatum         | Lage | Ort               | Beschreibung |
| ----- | ---------------------------------------------------- | ---------------------------------------------------- | --------------------- | --- | ----------------- | --- |
| 1     | Archibald Lake Mound Group                           |                                                      | 2012 ID-Nr. 12000182  | – | Town of Townsend  | Gruppe von Mounds auf einem Höhenzug am Archibald Lake; zwischen 500 und 1800 Jahren alt.                                                                  |
| 2     | Arndt’s Pensaukee Sawmill Complex                    |                                                      | 2006 ID-Nr. 06000205  | Drolette Road 44° 49′ 17,4″ N, 87° 55′ 26,8″ W                                                                      | Pensaukee         | Stelle, an der die von 1827 bis in die 1860er Jahre betriebene erste mit Wasserkraft angetriebene Sägemühle stand                                          |
| 3     | Beyer Home Museum                                    | Beyer Home Museum                                    | 1979 ID-Nr. 79000100  | 917 Park Avenue 44° 53′ 35″ N, 87° 51′ 54″ W                                                                        | Oconto            | 1868 im Italianate-Stil errichtetes Wohnhaus; 1881 für den aus Deutschland stammenden Geschäftsmann George Beyer im Queen-Anne-Stil umgebaut; heute Museum |
| 4     | Boulder Lake Site                                    |                                                      | 2002 ID-Nr. 02000073  | Adresse nicht veröffentlicht                                                                                        | Town of Doty      | Archäologische Stätte mit Fundstücken aus der Woodland-Periode                                                                                             |
| 5     | John G. Campbell House                               | John G. Campbell House                               | 1980 ID-Nr. 80000171  | 916 Park Avenue 44° 53′ 36″ N, 87° 51′ 52″ W                                                                        | Oconto            | 1892 im Queen-Anne-Stil für den Geschäftsmann John G. Campbell errichtetes Wohnhaus                                                                        |
| 6     | Chute Pond Dam                                       | Chute Pond Dam                                       | 2010 ID-Nr. 10000269  | Chute Pond County Park 45° 7′ 51,8″ N, 88° 26′ 35,1″ W                                                              | Town of Mountain  | 1937 durch die Works Progress Administration errichteter Damm zum Aufstauen des Oconto River                                                               |
| 7     | Citizens State Bank of Gillett                       | Citizens State Bank of Gillett                       | 2008 ID-Nr. 08001159  | 137 East Main Street 44° 53′ 26,3″ N, 88° 18′ 19,2″ W                                                               | Gillett           | 1904 im neoklassizistischen Stil errichtete Bank; seit 1932 für verschiedene andere Zwecke genutzt                                                         |
| 8     | Farnsworth Public Library                            | Farnsworth Public Library                            | 2017 ID-Nr. 100001913 | 715 Main St. 44° 53′ 20,2″ N, 87° 52′ 22,6″ W                                                                       | Oconto            | 1903 im neoklassizistischen Stil errichtete Bibliothek |
| 9     | First Church of Christ, Scientist                    | First Church of Christ, Scientist                    | 1974 ID-Nr. 74000111  | Chicago Street Ecke Main Street 44° 53′ 24,1″ N, 87° 52′ 39,3″ W                                                    | Oconto            | 1886 im Stil der Carpenter Gothic errichtete Kirche |
| 10    | Holt and Balcom Logging Camp No. 1                   | Holt and Balcom Logging Camp No. 1                   | 1978 ID-Nr. 78000121  | Östlich von Lakewood 45° 17′ 54″ N, 88° 29′ 44″ W                                                                   | Town of Lakewood  | 1881 errichtetes Hüttenlager; heute Museum |
| 11    | Holt-Balcom Lumber Company Office                    | Holt-Balcom Lumber Company Office                    | 1976 ID-Nr. 76000069  | 106 Superior Avenue 44° 53′ 13″ N, 87° 52′ 8″ W                                                                     | Oconto            | 1854 im Stil des Greek Revival errichtetes Bürogebäude einer Holzverarbeitungsfirma                                                                        |
| 12    | Huff Jones House                                     | Huff Jones House                                     | 1978 ID-Nr. 78000122  | 1345 Main Street 44° 53′ 14″ N, 87° 51′ 46″ W                                                                       | Oconto            | 1851 im Stil des Greek Revival errichtetes Wohnhaus der Unternehmerfamilie Jones                                                                           |
| 13    | Daniel E. Krause Stone Barn                          | Daniel E. Krause Stone Barn                          | 2000 ID-Nr. 00000810  | County Highway S Ecke Schwartz Road 44° 43′ 6″ N, 88° 10′ 43″ W                                                     | Town of Chase     | 1903 aus Feldsteinen errichtete Scheune |
| 14    | Mathey Building                                      | Mathey Building                                      | 1999 ID-Nr. 99000242  | 126 West Main Street 44° 57′ 4″ N, 88° 2′ 52″ W                                                                     | Lena              | Zweistöckiges 1906 errichtetes Geschäftshaus |
| 15    | Mountain Fire Lookout Tower                          | Mountain Fire Lookout Tower                          | 2008 ID-Nr. 08000790  | Forest Service Rd. 2335 (Tower Rd.), Lakewood Ranger District, Nicolet National Forest 45° 12′ 49″ N, 88° 27′ 52″ W | Town of Riverview | Feuerverzinkter Feuerwachturm, der 1935 vom Civilian Conservation Corps an diese Stelle versetzt wurde                                                     |
| 16    | Mountain School                                      | Mountain School                                      | 2000 ID-Nr. 00001453  | 14330 Hwy W West 45° 10′ 56″ N, 88° 28′ 33″ W                                                                       | Town of Mountain  | 1905 aus Ziegeln errichtetes Schulgebäude |
| 17    | Oconto County Courthouse                             | Oconto County Courthouse                             | 1982 ID-Nr. 82000690  | 300 Washington Street 44° 53′ 22″ N, 87° 51′ 58″ W                                                                  | Oconto            | 1891 im neuromanischen Stil errichtetes Justiz- und Verwaltungsgebäude des Oconto County                                                                   |
| 18    | Oconto Main Post Office                              | Oconto Main Post Office                              | 1980 ID-Nr. 80004479  | 141 Congress Street 44° 53′ 18″ N, 87° 52′ 5″ W                                                                     | Oconto            | 1922 aus Ziegeln errichtetes Postamt |
| 19    | Oconto Site                                          | Oconto Site                                          | 1966 ID-Nr. 66000023  | Copper Culture State Park 44° 53′ 12″ N, 87° 54′ 3″ W                                                               | Oconto            | Archäologische Stätte mit Fundstücken aus präkolumbischer Zeit (3000–4000 v. Chr.)                                                                         |
| 20    | St. Mark’s Episcopal Church, Guild Hall and Vicarage | St. Mark’s Episcopal Church, Guild Hall and Vicarage | 1985 ID-Nr. 85001684  | 408 Park Avenue 44° 53′ 18″ N, 87° 51′ 51″ W                                                                        | Oconto            | 1866 im Stil des Greek Revival Kirche; später für verschieden andere Zwecke genutzt                                                                        |
| 21    | St. Peter’s and St. Joseph’s Catholic Churches       | St. Peter’s and St. Joseph’s Catholic Churches       | 1980 ID-Nr. 80000172  | 516 Brazeau Avenue und 705 Park Avenue 44° 53′ 29″ N, 87° 51′ 54″ W                                                 | Oconto            | 1870 im neugotischen Stil errichtete Kirche |
| 22    | Gov. Edward Scofield House                           | Gov. Edward Scofield House                           | 1973 ID-Nr. 73000090  | 610 Main Street 44° 53′ 20″ N, 87° 52′ 25″ W                                                                        | Oconto            | 1864 im Italianate-Stil errichtetes Wohnhaus von Edward Scofield, dem 19. Gouverneurs von Wisconsin                                                        |
| 23    | Smyth Road Bridge                                    | Smyth Road Bridge                                    | 1996 ID-Nr. 96001018  | Brücke der Smyth Road über den Nördlichen Oconto River 45° 18′ 54″ N, 88° 24′ 54″ W                                 | Town of Lakewood  | 1928 errichtete Fachwerkbrücke |
| 24    | Weber Lake Picnic Ground Shelter                     |                                                      | 1996 ID-Nr. 96000541  | Kreuzung von WIS 32 und NFS 2308 45° 9′ 37″ N, 88° 26′ 58″ W                                                        | Town of Mountain  | 1937 im Rahmen einer Arbeitsbeschaffungsmaßnahme vom CCC errichteter Picknickplatz                                                                         |
| 25    | West Main Street Historic District                   | West Main Street Historic District                   | 1979 ID-Nr. 79000101  | Main Street zwischen Duncan Street und Erie Street 44° 53′ 23″ N, 87° 52′ 30″ W                                     | Oconto            | Wohngebiet mit 20 Häusern verschiedener Baustile |
| 26    | White Potato Lake Garden Beds Site                   |                                                      | 2005 ID-Nr. 05000532  | Adresse nicht veröffentlicht                                                                                        | Town of Brazeau   | Archäologische Stätte mit Fundstücken aus der Zeit zwischen etwa 1000 bis 1650                                                                             |